# Сельское поселение Корзуново
Се́льское поселе́ние Корзуно́во — муниципальное образование в составе Печенгского района Мурманской области, Россия.
Административным центром сельского поселения является посёлок Корзуново.
С мая 2020 года упраздняется в связи с преобразованием Печенгского муниципального района преобразуется в Печенгский муниципальный округ, закон о преобразовании подписан 24 апреля 2020 года.

## География
Сельское поселение Корзуново находится в юго-восточной части Печенгского района. С запада оно граничит с городским поселением Заполярный, с севера — с городским поселением Печенга, с юга — с городским поселением Никель, с востока — с сельским поселением Тулома Кольского района. Сельское поселение пересекают автомобильная и железная дороги Мурманск-Никель.

## Состав
| № | Населённый пункт                                     | Тип населённого пункта                   | Население    |
| - | ---------------------------------------------------- | ---------------------------------------- | ------------ |
| 1 | Корзуново                                            | населённый пункт, административный центр | 275 (2010)   |
| 2 | Луостари                                             | населённый пункт                         | ↘1687 (2021) |
| 3 | Луостари                                             | станция                                  | ↘10 (2010)   |
| 4 | Путевая Усадьба 9 км железной дороги Луостари-Никель | населённый пункт                         | →0 (2010)    |
| 5 | Титовка                                              | станция                                  | ↘1 (2010)    |

## Население
| 2010  | 2012  | 2013  | 2014  | 2015  | 2016  | 2017  |
| ----- | ----- | ----- | ----- | ----- | ----- | ----- |
| 2546  | ↘2539 | ↘2512 | ↘2491 | ↘2467 | ↘2455 | ↗2513 |
| 2018  | 2019  | 2020  |       |       |       |       |
| ↘2496 | ↗2603 | ↗2608 |       |       |       |       |

Численность населения, проживающего на территории населённого пункта, по данным Всероссийской переписи населения 2010 года составляет 2546 человек, из них 1763 мужчины (69,2 %) и 783 женщины (30,8 %).

## Экономика
Большу́ю часть населения составляют военные, что связано с расположением в посёлке Луостари войсковой части 200 МСБР. Промышленных, сельскохозяйственных и транспортных предприятий нет.

## Инфраструктура
В административном центре сельского поселения расположена «Средняя общеобразовательная школа № 7» и МОУ «Детская музыкальная школа № 4». Единственная амбулатория также находится в посёлке Корзуново. В посёлках Корзуново и Луостари находятся закрытые ныне аэропорты.

## Галерея

Корзуново. Памятник в центре посёлка
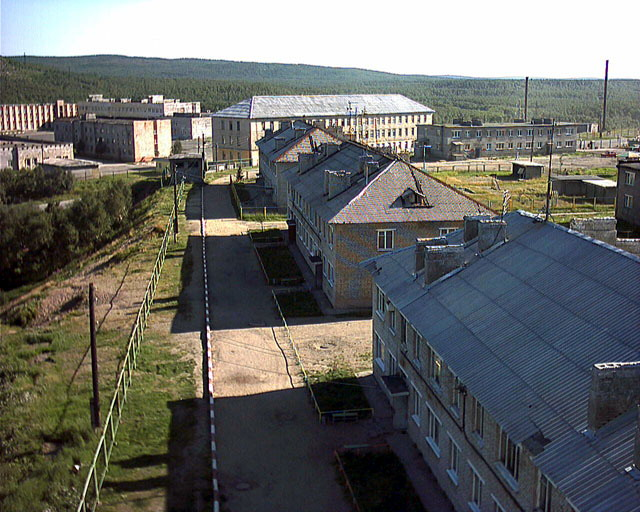
Луостари. Одна из улиц

## Источник
- Карта и информация муниципального образования на сайте администрации Мурманской области